# Заражевський Сергій Іванович
Сергі́й Іва́нович Зараже́вський — учасник Афганської війни 1979—1989 років. Проживає в місті Київ.

## Життєпис
Протягом 1978—2004 років перебував у лавах збройних сил.
Закінчив Київське Суворовське військове училище, Київське вище загальновійськове училище, Національну академію оборони України, національну академію державного управління при Президентові України.
Із січня 2011 і по 8 жовтня 2014 року — заступник Голови Державної служби з питань інвалідів і ветеранів України.

## Нагороди
- орден «За заслуги» III ступеня (13.2.2015)